# Horacio Valdes en vivo desde el Teatro Nacional
Horacio Valdes en vivo desde el Teatro Nacional es el primer álbum en vivo como solista del cantautor panameño de pop rock Horacio Valdés, lanzado en formato digital el 12 de junio de 2020 a través de la distribuidora digital The Orchard.  

## Trasfondo y grabación
El disco fue grabado en la principal casa del arte panameño el pasado 12 de diciembre durante un concierto que fue lleno completo y contó con 10 músicos en escena bajo la dirección musical de Abraham Dubarrán. 
La producción es un recorrido por los éxitos de los 20 años de carrera musical de Horacio Valdés, desde sus inicios con Son Miserables hasta su carrera como solista, pasando por los grupos Post y N4VE.

El 12 de junio de 2020 el trabajo fue lanzado en plataformas de streaming y cuenta con una versión en video en el canal oficial del cantautor panameño. 

## Lista de canciones
| Horacio Valdés en vivo desde el Teatro Nacional |                                              |                                                                           |          |  |
| N.º                                             | Título                                       | Escritor(es)                                                              | Duración |  |
| 1.                                              | «La Solución»                                | Horacio Valdes                                                            | 4:06     |  |
| 2.                                              | «Solo las estrellas bastarán / Sigo aquí»    | Horacio Valdes                                                            | 9:57     |  |
| 3.                                              | «Poco a poco»                                | Horacio Valdes, Juan Ramón Della Togna, José Manuel Correa, Lionel Alemán | 4:37     |  |
| 4.                                              | «Solo para Ti»                               | Horacio Valdes                                                            | 5:25     |  |
| 5.                                              | «Como un cometa»                             | Horacio Valdes                                                            | 6:20     |  |
| 6.                                              | «Imposible / Viajar Liviano»                 | Horacio Valdes                                                            | 7:09     |  |
| 7.                                              | «Soy de Allá»                                | Horacio Valdes                                                            | 3:23     |  |
| 8.                                              | «Vida Nueva»                                 | Horacio Valdes                                                            | 3:49     |  |
| 9.                                              | «El Amor de esa Mujer»                       | Horacio Valdes                                                            | 4:36     |  |
| 10.                                             | «Me conformo»                                | Horacio Valdes                                                            | 3:52     |  |
| 11.                                             | «Marchita la Flor / Ganas de Verte / Mírame» | Horacio Valdes, Javier Antelo                                             | 14:49    |  |
| 12.                                             | «Enfermo / Helado / Imposible (Bonus Track)» | Fernando Brown, Horacio Valdes                                            | 6:10     |  |

Fuente

## Créditos
| Música - Horacio Valdés – voz guitarra piano | Producción - Abraham Dubarran - producción Mezcla - Ignacio Molino - mezcla |